# Conny Czymoch

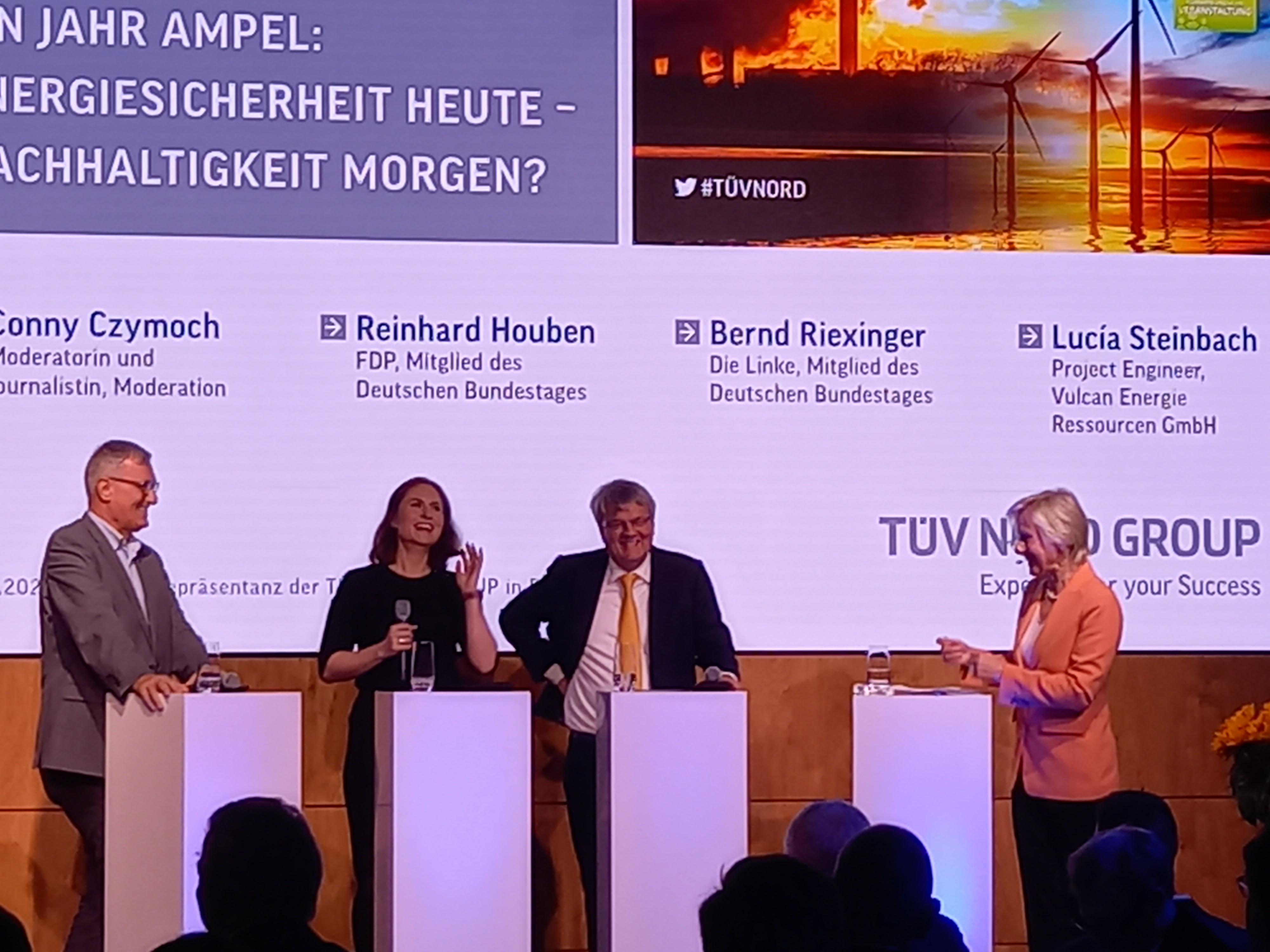
Conny Czymoch bei der Moderation einer Veranstaltung 2022 (rechts)

Cornelia „Conny“ Czymoch (* in Wuppertal) ist eine deutsche Journalistin, Moderatorin und Medientrainerin.

## Leben und Wirken
Während ihrer Schulzeit war Conny Czymoch von 1974 bis 1977 freie Mitarbeiterin der Wuppertaler Lokalausgabe der Neuen Rhein Zeitung in Essen. Ihr Abitur erlangte sie 1977 und studierte bis 1980 International Relations and Economics an der Universität von Reading in Großbritannien. Anschließend absolvierte sie bis 1981 ein Volontariat beim Deutschlandfunk in Köln.
1982 wurde sie Reporterin/Producerin für ein wöchentliches Magazin bei Radio Television Hong Kong. Während dieser Zeit war sie außerdem Berichterstatterin für diverse deutsche Radiostationen. Von 1984 bis 1986 arbeitete sie als Redakteurin beim WDR-Landesstudio in Köln und seit 1986 als freie Reporterin bei Deutschlandfunk, Deutsche Welle, WDR-Hörfunk, Deutsche Welle TV Focus on Europe und CNN World Report.
In den Jahren 1992 bis 1993 war Czymoch Nachrichtenmoderatorin der SAT.1 News in Hamburg. Als Autorin und Moderatorin beim Deutschlandfunk (heute: D-Radio), der Deutschen Welle und dem WDR war sie mit den Themen Politik, Gesellschaft und Kultur betraut und moderierte das Politikmagazin Standpunkte/Perspectives in deutscher und englischer Sprache bei DW TV. In den 1990er Jahren arbeitete sie als Dozentin an der Akademie für Publizistik in Hamburg und später in München.
1997 wechselte Conny Czymoch zum Sender Phoenix, bei dem sie seitdem Fernsehmoderatorin für die Sendung der TAG ist.
Im Frühjahr 2009 begleitete sie den UNHCR Council of Business Leaders in Flüchtlingslager im südlichen Afrika und berichtete täglich in einem CSR-Blog auf der Manpower-Inc.-Website.
Im Herbst 2009 war sie die erste europäische Journalistin, die bei der Clinton Foundation in New York zum Thema „Leadership and Solutions to End Human Trafficking and Forced Labor“ moderierte. Außerdem moderierte sie Konferenzen u. a. mit dem ehemaligen UNO-Generalsekretär Kofi Annan, dem ehemaligen NASA-Chef Michael Griffin und der deutschen Bundeskanzlerin Angela Merkel.
Czymoch engagiert sich gegen Menschenhandel bei der NOTforSALE Campaign und für Frauenrechte bei Terre des femmes.
Conny Czymoch lebt mit ihrem Lebenspartner in London und Bergisch Gladbach und ist Mutter eines erwachsenen Sohnes.

## Auszeichnungen
Den Hugo-Junkers-Preis erhielt sie 2006 für die Phoenix-Reportagenreihe ALL-Tag – Die Thomas-Reiter-Mission.

## Werke
- Czymoch, Conny. 2010. Moderner Sklavenhandel. Verschleppt, enteignet, ausgebeutet: das Geschäft mit der Ware Mensch. Internationale Politik 2010:26-31.
- Czymoch, Conny: Der Grümmer an meiner Wand. In: Jürgen Hans Grümmer. Maler und Bildhauer [anlässlich der ersten posthumen Ausstellung im Kunsthaus Rhenania in Köln vom 2. Oktober 2010 bis 17. Oktober 2010]. Hrsg. von Judith Grümmer. Neue Sachlichkeit, Lindlar 2010. ISBN 978-3-942139-09-0.